# PR-508
A Rodovia PR-508, mais conhecida como Rodovia Alexandra-Matinhos, é uma estrada pertencente ao governo do Paraná que liga a BR-277 diretamente à cidade de Matinhos. Ela foi construída para aliviar o tráfego intenso nas rodovias PR-407 e PR-412, principalmente na época do verão. É denominada Rodovia Elísio Pereira Alves Filho, de acordo com a Lei Estadual 8.459 de 14/01/1987.

## Trechos da Rodovia
A rodovia possui uma extensão total de aproximadamente 31 km, com pista duplicada.
| Ponto de referência                                    | Extensão do trecho | Extensão acumulada | Situação  |
| ------------------------------------------------------ | ------------------ | ------------------ | --------- |
| Entroncamento BR-277 (Alexandra, em Paranaguá)         | ---                | 0 km               | ---       |
| Acesso para PR-412 (sentido Praia de Leste) (Matinhos) | 29,6 km            | 29,6 km            | Duplicado |
| Acesso para PR-412 (sentido Caiobá) (Matinhos)         | 1,1 km             | 30,7 km            | Duplicado |
| Entroncamento PR-412 (Matinhos)                        | 0,3 km             | 31,0 km            | Duplicado |

Extensão duplicada: 31,0 km (100,00%)

## Municípios por onde atravessa a rodovia
- Paranaguá
- Matinhos